# Licenziamento collettivo
Un licenziamento collettivo, nel diritto del lavoro italiano è un licenziamento che coinvolge contestualmente una pluralità di lavoratori e che comporta una soppressione dei posti di lavoro conseguente a riduzione, trasformazione o cessazione di attività o di lavoro.
Viene anche identificato con il termine in lingua inglese downsizing quando lo scopo è l'aumento della competitività dell'azienda.

## Storia
La materia venne dapprima disciplinata dallo statuto dei lavoratori e successivamente dalla legge 23 luglio 1991, n. 223 promulgata dopo la condanna dell'Italia inflitte dalla Corte di Giustizia Europea per la mancata attuazione della direttiva n. 129/1975/CEE. Il d.lgs.26 maggio 1997 n.151, emanato in attuazione della direttiva 56/1992/CEE, concernente il riavvicinamento della legislazione degli Stati membri relativa ai licenziamenti collettivi, ha parzialmente modificato la legge 223/1991. Infine, il d.lgs 8 aprile 2004 n. 110 ha esteso la disciplina di tali licenziamenti anche ai  datori di lavoro non imprenditori.
Pure la precedente norma n. 604/1966 art. 11 escludeva la materia dei licenziamenti collettivi dall'ambito di applicazione della legge, introducendo tuttavia (art. 3) la possibilità di un licenziamento individuale <<per giustificato motivo con preavviso [...] determinato da un notevole inadempimento degli obblighi contrattuali del prestatore di lavoro>>. La norma ha rinviato a successive sentenze della Cassazione il compito di definire un criterio per distinguere e non poter sostituire un licenziamento collettivo con un licenziamento individuale plurimo per giustificato motivo oggettivo, finché poi la legge 223/1991 introdusse una disciplina non derogabile  del licenziamento collettivo raccogliendo questi requisiti stabiliti dalla giurisprudenza. 
La legge 28 giugno 2012, n. 92 ha stabilito che la violazione della legge per quanto riguarda i rapporti datore-lavoratore (criteri di scelta dei lavoratori, la forma scritta e i tempi della comunicazione) non rende più inefficace l'intera procedura di mobilità, ma solamente i licenziamenti individuali dei singoli lavoratori. La norma introduce la possibilità di scelte nominative dei lavoratori (unilaterali del datore o in accordo con terzi), interessando con irregolarità procedurali quanti con ricorso ex- art. 18 potrebbero ottenere dal giudice la reintegrazione e la garanzia del posto di lavoro. Se i lavoratori vengono reintegrati, secondo le ipotesi di cui all'art. 18 dello statuto dei lavoratori il datore di lavoro può licenziare un numero eguale di persone senza aprire una nuova procedura di mobilità, sempre nel rispetto dei criteri di scelta previsti per legge.

## Caratteri generali
I licenziamenti collettivi non vanno confusi con i licenziamenti individuali plurimi, licenziamenti individuali rivolti a più persone nell'ambito dell'azienda. La differenza sostanziale sta nel fatto che i secondi non prevedono limiti e causali, ma al contrario prevedono la dimostrazione da parte del datore di lavoro di non poter più impiegare oggettivamente il personale, operazione che manca nei licenziamenti collettivi. Non è previsto un limite alle recidive ovvero alla percentuale dei lavoratori posti in mobilità che può essere interessata da irregolarità procedurali.
È inefficace il licenziamento in forma orale, comunicato ai sindacati senza forma scritta o comminato senza osservare l'iter procedurale prescritto. È, invece, annullabile il licenziamento comminato senza osservare i criteri di scelta dei lavoratori. In generale, secondo il codice di procedura civile italiano, l'inosservanza di qualunque passo di una procedura comporta la nullità dell'intero procedimento, ossia degli atti compiuti prima e successivamente al passaggio non osservato.

## Disciplina normativa

### Licenziamento collettivo e licenziamento individuale plurimo
Il licenziamento collettivo dichiarato illegittimo non può convertirsi in licenziamenti individuali plurimi per giustificato motivo oggettivo. Successive sentenze della Corte di Cassazione hanno esteso il divieto di conversione a tutti i casi di licenziamento collettivo..
Questa giurisprudenza consolidata agisce in combinato disposto con la legge n. 223/1991, più volte emendata nel 2012-2014-2016 e ancora vigente, la quale dispone che, ove sussistano i requisiti dimensionali e di bilancio stabiliti dalla legge, la procedura di licenziamento collettivo sìa l'unica via applicabile.

Diversamente a quanto avveniva prima dell’entrata in vigore della L. 223 del 1991 “non è più la specifica ragione addotta a sostegno della risoluzione del rapporto di lavoro a caratterizzare la riduzione del personale e a distinguerla dal licenziamento plurimo. (…) Sarebbe invece decisivo, ai fini della qualificazione del licenziamento collettivo, il dato numerico e temporale indicato dall’art. 24 di tale legge e non più quello ontologico o qualitativo”.

### Jobs Act
Il Jobs Act prevede che gli assunti dopo il 7 marzo 2015 si applichi la reintegrazione nel posto di lavoro, nel caso in cui il licenziamento sia comunicato senza la forma scritta.
La violazione degli obblighi di informativa, consultazione sindacale, applicazione di criteri di scelta concordati con la RSU ovvero previsti per legge, danno luogo soltanto ad un risarcimento di tipo economico.

La semplificazione a vantaggio delle imprese è solo apparente.
Il lavoratore, ovvero le organizzazioni sindacali, possono comunque ricorrere in giudizio in caso di licenziamenti collettivi in violazione di una procedura concordata e con criteri oggettivi di scelta dei lavoratori, presentandoli come una serie di licenziamenti individuali plurimi di tipo discriminatorio, che beneficiano della tutela reale piena, come accadeva prima della riforma.

In questo senso, la precedente forte procedimentalizzazione del licenziamento collettivo, con l'obbligatorio coinvolgimento dei sindacati, rappresentava un valido filtro alla dimensione del contenzioso giuslavoristico.

### Obbligo direpechage
L'onere di provare l'effettiva soppressione del posto, il nesso di causalità con l'attività del lavoratore licenziato, e la sua inutilizzabilità in altra mansione, sono stati introdotti prima ancora della legge n. 223/1991 . Il diritto di prelazione all'assunzione da parte del lavoratore licenziato si ritrova all'art. 8 comma 1 della L. 223/91 e prima ancora art. 15 L. 264/49 (scarsamente applicata).
La Corte di Cassazione con sentenza n. 203 del 12 gennaio 2015, ha confermato l'obbligo di repechage a pena di inefficacia dell'atto di licenziamento collettivo, posto di fatto come extrema ratio rispetto alle altre alternative organizzative disponibili, così come altrove già avviene per il licenziamento individuale rispetto alle sanzioni disciplinari previste dalla legge 300/1970: “se un'azienda riduce il personale attraverso un licenziamento collettivo, ma ben poteva invece ricollocare i dipendenti in un altro settore o unità operativa, il provvedimento espulsivo è illegittimo”[...] "il datore di lavoro non può limitare la scelta dei lavoratori da licenziare al solo ramo aziendale dismesso se tali dipendenti sono in possesso di capacità e conoscenze tecniche tali da consentirgli di essere collocati in altri settori dell'azienda (cosiddetto repechage). Il possesso di professionalità diverse, acquisite negli anni, consente ai lavoratori di un comparto aziendale prossimo alla chiusura di essere reimpiegati con profitto in altri settori. In presenza di tali circostanze, il datore di lavoro che voglia operare dei tagli del personale deve prendere in considerazione, ai fini del licenziamento, non solo i dipendenti del settore soppresso, ma a tutti i lavoratori dell'azienda".
La Cassazione afferma che l'obbligo di ricollocamento dei lavoratori posti in mobilità non introduce un quarto criterio per il licenziamento collettivo rispetto ai tre previsti dalla legge 223/1991 (anzianità, carichi di famiglia, ed esigenze tecnico-produttive-organizzative), ma rientra nel rispetto del criterio delle esigenze tecnico-produttive-organizzative.
Se il licenziamento collettivo può riguardare i lavoratori di un singolo reparto aziendale, e non l'intero organico, è onere del datore provare che prima dell'atto licenziamento si è provveduto a valutare la possibilità di impiegare i lavoratori in altro reparto, viste anche la maggiore flessibilità esistente con la facoltà di demansionamento (introdotta dal Jobs Act) e la possibilità di trasferimento della sede di lavoro ad altra unità produttiva.
Il licenziamento collettivo riguardava i lavoratori di un singolo reparto che venivano reintegrati ex art. 18 dalla Corte di Appello di Catania: secondo la Corte, la parte datoriale non aveva dimostrato i criteri di scelta di come aveva operato in merito alla dismissione del reparto; ergo, la scelta non era stata effettuata avendo riguardo a tutto l'organico aziendale.

## Presupposti
La disciplina dei licenziamenti collettivi si applica alle imprese con più di 15 dipendenti che intendano effettuare dei licenziamenti secondo questi requisiti che devono essere tutti contemporaneamente verificati e presenti:
- almeno 5 licenziamenti nel periodo di tempo di 120 giorni,
- nell'ambito della stessa provincia,
- nell'ambito della medesima causa di una riduzione, di una trasformazione o della cessazione dell'attività.[9] (legge 223/1991, art. 24).

I criteri per individuare i lavoratori da licenziare sono dettati dai contratti collettivi o, in mancanza, sempre dalla legge 223/1991, la quale detta il seguente elenco:
- carichi di famiglia;
- anzianità di servizio;
- esigenze tecnico-produttive e organizzative.

Con sentenza 268/94, la Corte costituzionale ha stabilito che i criteri di scelta devono rispettare il principio di non discriminazione (sindacale, politica, religiosa, razziale, sessuale, linguistica), di uguaglianza e razionalità, oltre a possedere i caratteri dell'obiettività e della generalità: requisiti che rendono l'atto soggetto ad un inevitabile sindacato di merito del giudice del lavoro .
Con la 223/1991, il criterio cosiddetto della "pensionabilità" non è più il criterio prioritario di scelta. Il criterio della "pensionabilità" consiste nella scelta delle persone da avviare in mobilità fra quelle che hanno un'anzianità sufficiente per accedere a una pensione, di anzianità o di vecchiaia, durante o al termine del periodo di mobilità. All'opposto il criterio dell'anzianità di servizio pone i neoassunti e più giovani, probabilmente con minori carichi di famiglia, nella prima scelta delle persone da licenziare. Il criterio dell'anzianità di servizio non dà attuazione al diritto ad una stabilità reale del posto di lavoro, previsto dallo Statuto dei Lavoratori (art. 18).
La legge introduce forti sgravi fiscali per le imprese che assumono lavoratori iscritti alle liste di mobilità.
Tuttavia, la legge 223/1991 prevede che i criteri contrattuali prevalgano su quelli legali (art. 5). La Corte costituzionale ha riconosciuto la legittimità della norma (Sentenza 268 del 30.6.94).
Nell'ambito del diritto del lavoro sono numerosi gli esempi in cui la legge vale, salvo diverso accordo fra le parti sociali. Parte della giurisprudenza ritiene che questi accordi comunque debbano rispettare e integrare le leggi vigenti.
La "pensionabilità" è il criterio contrattuale più diffuso negli accordi fra sindacati e datori di lavoro. Questo criterio muove nella direzione opposta dei criteri di scelta previsti dalla legge, per la quale chi ha un'alta anzianità di servizio ha un requisito in meno per essere mandato in mobilità. La legge opera una scelta di questo tipo in considerazione del probabile costo sociale della mobilità, per una persona con una maggiore anzianità di servizio: l'anzianità anagrafica può determinare un'oggettiva difficoltà a trovare un altro impiego e la completa fruizione di tutti i mesi di mobilità, insieme all'avvicinarsi dell'età pensionabile e alla certezza di disporre comunque di un altro reddito alternativo, al termine del sussidio.
La citata sentenza 268/'94, in merito ai criteri contrattuali, afferma che la determinazione negoziale dei criteri deve rispettare non solo il principio di non discriminazione, "ma anche il principio di razionalità, alla stregua del quale i criteri concordati devono avere i caratteri dell'obiettività e della generalità e devono essere coerenti col fine dell'istituto della mobilità dei lavoratori". In merito ai criteri di scelta ammessi dalla legge in genere, afferma che devono essere "parametro del giudizio di razionalità o di ragionevolezza". Riguardo al licenziamento collettivo, rileva che il criterio di pensionabilità rispetta questi principi di razionalità o ragionevolezza. Elencandolo tra i criteri legali, la sentenza implicitamente dichiara il criterio di pensionabilità legittimo.
A sua volta non solo la legislazione, ma anche l'applicazione dei criteri legali deve ispirarsi ai principi ai quali tali criteri dovrebbero uniformarsi, prima ancora che alla lettera della legge. Ciò non permette di modificare quanto previsto dalle normative, ma, dove esistano interpretazioni differenti e legittime, di usare quella che più si ispira ai principi base dei criteri legali. Tale interpretazione non è necessariamente quella della desumibile stessa legge, ma presente in altre fonti del diritto. In deroga alla legge, ""la svalutazione del privilegio tradizionale dell'anzianità di servizio, nei confronti dei lavoratori prossimi al raggiungimento dei requisiti di età e di contribuzione per fruire di un trattamento di quiescenza, può essere giustificata in una situazione del mercato del lavoro tale da escludere per i lavoratori più giovani la possibilità di trovare a breve termine un altro lavoro".

## Il procedimento
Il datore di lavoro che vuole procedere al licenziamento collettivo deve comunicarlo preventivamente:
- a tutte le associazioni sindacali o alle RSA soltanto se presenti
- alle associazioni di categoria
- alla Direzione provinciale del lavoro o alla Direzione regionale del lavoro o al Ministero del lavoro e delle politiche sociali, a seconda della rilevanza del licenziamento (rispettivamente provinciale, regionale o nazionale)

### La comunicazione
La comunicazione deve contenere:
- la motivazione determinante l'eccedenza di personale;
- i motivi tecnici, organizzativi e/o produttivi per i quali si ritiene di non poter evitare i licenziamenti;
- il numero, la collocazione aziendale e i profili professionali del personale eccedente e di quello normalmente occupato;
- i tempi di attuazione della procedura.

A seguito della comunicazione le RSU o le associazioni di categoria, entro 7 giorni dalla stessa, possono richiedere l'esame congiunto (confronto bilaterale) riguardo ai motivi dell'esubero e lo studio di misure alternative al licenziamento collettivo. Le misure alternative che devono essere esaminate, includono:
- la possibilità di adibire i lavoratori nella stessa azienda a mansioni equivalenti o di livello inferiore presso la rispettiva sede;
- il trasferimento;
- l'esternalizzazione con eventuale clausola di salvaguardia] ad altra società del gruppo, collegata, controllata e, da ultimo, non avente alcuna relazione di proprietà con l'azienda cedente.

In caso di esito negativo dell'esame congiunto si attua una seconda consultazione (confronto trilaterale) su iniziativa della Direzione provinciale del lavoro che esamina la questione insieme al datore di lavoro e alle rappresentanze sindacali. Esaurita la fase delle consultazioni, con o senza accordo sindacale, il datore di lavoro può procedere al licenziamento dei lavoratori eccedenti.

### La mobilità
I lavoratori scelti per il licenziamento collettivo vengono posti in mobilità. L'imprenditore è tenuto a corrispondere 6 volte il trattamento iniziale dell'indennità di mobilità e 9 volte se non ha provveduto a procedere alla cassa integrazione.
Se ha proceduto alla consultazione sindacale trovando un accordo, l'importo viene dimezzato e se ha beneficiato della cassa integrazione di un terzo.
I lavori allocati nelle liste di mobilità godono del trattamento previdenziale. Tuttavia il reintegro del lavoratore e la sua riassunzione da parte del datore di lavoro è agevolato da esenzioni fiscali per un breve periodo. L'assunzione da parte di altri datori di lavoro, purché non vicini al datore che ha provveduto al licenziamento (per evitare operazioni fraudolente), prevede oltre a numerose agevolazioni fiscali, anche la corresponsione del trattamento di mobilità che sarebbe spettato al lavoratore.

### L'atto finale
Alla fine della procedura, se si perviene al licenziamento, questo deve essere intimato dal datore di lavoro con atto scritto e nel rispetto del termine di preavviso. 
Deve essere contestuale alla comunicazione da parte del datore di lavoro, contenente tutte le notizie attinenti al licenziamento, trasmessa:
- alla Direzione regionale del lavoro
- alla Commissione regionale
- ai sindacati di categoria

Al licenziamento può sostituirsi un verbale di accordo fra azienda e lavoratore. Lavoratore e azienda firmano un accordo che vale come liberatoria, in cui si rinuncia ad ogni futura pretesa nei confronti della controparte; il lavoratore rassegna le proprie dimissioni e l'azienda si impegna a corrispondergli un congruo buono uscita in un'unica tranche.
Sindacati e datori possono stabilire criteri di scelta dei lavoratori alternativi e prevalenti su quelli legali (art. 5 comma 1, legge n. 223/1991).
La Consulta ha stabilito la legittimità della norma, escluso di conseguenza la qualificazione degli accordi fra sindacato e datori su procedure di mobilità come contratti collettivi normativi (che altrimenti avrebbero acquisito in toto efficacia per i non-iscritti), stabilito che questi accordi hanno efficacia erga omnes per tutti i lavoratori.

## Il commissariamento aziendale
Se il datore rispetta la procedura fissata per legge e i criteri di scelta, l'unica modalità di opposizione a questo tipo di decisioni resta il commissariamento governativo. Il commissariamento sussiste in due ipotesi:
- una più generale, prevista dalla legge n. 400 del 1988, che autorizza il Governo a nominare commissari straordinari al fine di realizzare specifici obiettivi deliberati dal Parlamento o dal Governo stesso. La normativa è tanto applicabile a soggetti di diritto pubblico quanto ad aziende private;
- una procedura di amministrazione straordinaria, disciplinata dalla legge Prodi (n. 270 del 1999) e dalla Legge Marzano (n. 347 del 2003). Per entrambe il tribunale deve accertare uno stato di insolvenza: la Legge Prodi può essere imposta dal giudice fallimentare dietro richiesta dei creditori, mentre la Legge Marzano può essere avviata solo a seguito di richiesta dell'imprenditore che intende concludere una ristrutturazione aziendale, ed esclude ipotesi di liquidazione.

Si noti che il governo può imporre il commissariamento di un'azienda privata anche quando non si verifica uno stato di insolvenza. Viceversa, un'azienda indebitata può trovarsi in amministrazione controllata e con una procedura di licenziamento collettivo per le pretese di singoli creditori, senza il consenso del datore di lavoro. La legge Prodi ha affermato per la prima volta che nelle situazioni di insolvenza l'interesse dei creditori deve essere conciliato con l'obiettivo di mantenimento dei livelli occupazionali. Questo principio è affermato e dettagliato (art. 63) con l'obbligo di consultazione sindacale, di scegliere l'acquirente non solo in base al prezzo offerto, ma ad un piano industriale e alla sua affidabilità, al divieto di trasferire i debiti all'acquirente e l'obbligo per questi di mantenere l'operatività aziendale per almeno due anni. In precedenza, il commissario incaricato dal giudice fallimentare aveva l'unico compito di garantire il pagamento dei creditori.
La legge italiana non prevede altre misure a tutela dell'occupazione, come l'obbligo di alienare beni non strumentali all'attività produttiva e in secondo luogo contratti di fornitura ad essa strumentali, prima di procedere ai licenziamenti, di vendere contestualmente ai licenziamenti i beni produttivi in cui aveva luogo la prestazione lavorativa, di destinare ai creditori i risparmi sul costo del lavoro e la vendita dei beni non più strumentali, di imporre ai creditori una dilazione pluriennale dei pagamenti se esiste una possibilità di prosecuzione dell'attività aziendale. Per beni non strumentali all'attività si intendono:
- svalutazioni e rottamazioni di materiali in giacenza, ovvero di attrezzature, macchinari, utensili ammortizzati e dichiarati obsoleti;
- vendita di siti produttivi dismessi, terreni non edificati, immobili sfitti o locati a persone fisiche, strumenti finanziari (se non in perdita) estranee al business, come titoli di Stato, azioni o obbligazioni di imprese non collegate neanche indirettamente al mercato di riferimento.

Per agevolare queste operazioni in situazioni di crisi, la legge fallimentare non consente al momento un'applicazione dei principi contabili con tolleranze meno stringenti (ad esempio sul valore delle scorte svalutabile ogni anno).
In ogni caso, su tutto resta prioritaria la garanzia del creditore, non è affermata da nessuna parte il principio di una protezione paritetica del lavoro e del credito, e di una prioritaria tutela dell'interesse economico generale e della pubblica utilità, che nei singoli casi porta una valutazione politica della crisi a privilegiare il lavoro o il credito. Da essa deriverebbe il potere del Governo o dei commissari delegati, di imporre tanto una ristrutturazione dell'azienda ai lavoratori, quanto ai creditori una ristrutturazione del debito. Entrambe varrebbero fatti salvi i diritti acquisiti. La ristrutturazione dei debiti si riferirebbe a quelli residui, non potendosi variare il capitale prestato e gli interessi maturati prima della procedura fallimentare, e riguarderebbe durata, interesse, modalità di rimborso.
È estranea al diritto italiano una disciplina fallimentare simile al "Chapter 11" statunitense, che consente, fra l'altro, di non tutelare il credito per evitare un danno di sistema molto più grande provocato da aziende "too big to fail", in termini di disoccupazione, crisi dei mercati azionari, ecc.: in concreto, la norma consente di trasferire le attività a una new company non aggredibile dai creditori, e lasciare le passività a una bad company che non permette il recupero del credito.

Questo non è possibile nell'ordinamento italiano, dove la Legge Prodi vieta di trasferire le passività all'acquirente, ma la legge fallimentare non ammette che tutte le attività siano trasferite all'acquirente o al cessionario, lasciando i creditori privi di beni aggredibili. Lo strumento è contraddittorio, perché si disapplica con i lavoratori e viene favorito quando sono i creditori a restare senza tutela, consiste nella creazione di una scatola vuota e di una società operativa, in un'operazione simile a quelle avversate dall'amministrazione controllata, che portano alla cessione di rami azienda e, spesso poco dopo, al licenziamento dei dipendenti.
Il commissario straordinario non è soggetto al controllo degli organi della pubblica amministrazione, ma nemmeno ha "carta bianca" nella gestione aziendale. Qualunque decisione di un pubblico ufficiale può essere impugnata presso il T.A.R. dalle parti interessate, quali creditori o proprietari che vogliono tornare alla gestione dell'azienda o sono contrari alla vendita di beni propri. Se l'azienda è soggetta alla legge Prodi, l'imprenditore o i creditori possono chiedere al giudice fallimentare la revoca, la limitazione preventiva di poteri o l'annullamento di singole decisioni dei commissari.
La normativa sottopone i licenziamenti collettivi all'approvazione del Governo, preventiva se si applica la Legge Prodi o la Legge Marzano, o tacita se interviene la 223 del '91 e il Governo non oppone il commissariamento. Non esiste una forma di contrappeso o controllo parlamentare sulle iniziative del Ministero delle Attività Produttive a tutela di tutti i portatori di interesse, quali sindacati, azionisti, comunità locali, enti chiamati a pagare gli ammortizzatori sociali.

L'approvazione dei licenziamenti collettivi potrebbe essere barattata con contributi elettorali e altre assunzioni clientelari (precedenti le procedure di licenziamento) a favore dei partiti di Governo. Il giudice fallimentare e il T.A.R. sono garanzie per creditori o imprenditori, ma non possono essere aditi per motivazioni quali la possibilità di garantire il credito e la proprietà, salvaguardando l'occupazione, i siti produttivi e una loro conversione verso una maggiore sostenibilità ambientale per le comunità locali. 
L'autorità pubblica ha il potere di sostituire il datore e affidare la gestione aziendale a un commissario straordinario di sua nomina, che può sospendere o confermare il licenziamento collettivo già avviato. Ciò accade ad esempio se vi sono gravi irregolarità nell'amministrazione, infiltrazioni mafiose, esternalizzazioni a un gioco di "scatole vuote" cinesi, società non operative anonime o intestate a prestanome con precedenti di fallimento allo scopo di licenziare dei lavoratori o vendere l'azienda.

## Impugnazione
Contro i licenziamenti collettivi si può proporre impugnazione, da parte del lavoratore dipendente interessato, che deve avvenire nel termine 60 giorni, a pena di decadenza, che si computa dalla data di comunicazione del licenziamento. Se il licenziamento viene dichiarato illegittimo si applica la tutela prevista dall'art. 18 dello statuto dei lavoratori, il lavoratore potrà quindi optare per:
- reintegrazione nel posto di lavoro e risarcimento del danno
- corresponsione di un'indennità sostitutiva e risarcimento del danno

In caso di datore di licenziamento individuale si applica invece la tutela della legge 604/1966, ed il datore di lavoro in caso di accoglimento della domanda da parte del giudice, potrà scegliere tra:
- riassunzione
- corresponsione al lavoratore dell'indennità risarcitoria

Il licenziamento collettivo dichiarato illegittimo non può convertirsi in licenziamenti individuali plurimi per giustificato motivo oggettivo. Successive sentenze della Corte di Cassazione hanno esteso il divieto di conversione a tutti i casi di licenziamento collettivo.
L'eventuale consenso iniziale del lavoratore ad essere iscritto fra i licenziandi è irrilevante in merito all'impugnazione del licenziamento collettivo. L'illegittimità del licenziamento collettivo per inosservanza, da parte dell'azienda, degli obblighi di informazione verso il sindacato, può essere denunciata dal singolo lavoratore anche quando la procedura si sia conclusa con la firma di un accordo sindacale..